# Martin Pohořelý
Martin Pohořelý (* 24. ledna 1977) je bývalý český fotbalista.

## Fotbalová kariéra
V české lize hrál za SK Slavia Praha. Nastoupil v 1 ligovém utkání. Gól v lize nedal. Ve Slavii nastupoval za B-tým

## Ligová bilance
| Ročník                       | Zápasy | Góly | Klub              |
| ---------------------------- | ------ | ---- | ----------------- |
| Česká fotbalová liga 1995/96 | -      | 0    | SK Slavia Praha B |
| Česká fotbalová liga 1996/97 | -      | 2    | SK Slavia Praha B |
| Gambrinus liga 1997/98       | 1      | 0    | SK Slavia Praha   |
| CELKEM 1. česká liga         | 1      | 0    |                   |